# سايبوغ
سايبوغ هو إله الحب والزواج في الميثولوجيا السلافية وهو زوج إلهة الخصوبة والحياة زيفا.